# 南京 (喬治亞州)
南京（英語：Nankin）是位於美國喬治亞州布魯克斯縣的一個非建制地區。該地的面積和人口皆未知。

## 地理
南京的座標為30°39′58″N 83°28′05″W / 30.66611°N 83.46806°W，而該地的平均海拔高度為60米（即197英尺）。